# Mattias Krantz
Mattias Daniel Jesper Krantz, född 12 mars 1997 i Landvetters församling i Västra Götalands län, är en svensk musiker och youtubare. Krantz har uppmärksammats för sina videor där han modifierar musikinstrument.